# Teorbă

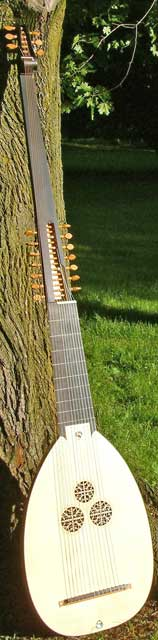
Teorbă

Teorba (din franceză théorbe) este un instrument muzical cu coarde ciupite, mai mare decât lăuta, cu o cutie de rezonanță bombată și coarde speciale pentru sunetele grave.

## Istoric
Instrumentul a fost inventat în Italia la sfârșitul secolului al XVI-lea, fiind folosit pentru acompaniament la voce în perioada basului cifrat. 

## Descriere
Instrumentul are până la 2 m lungime.
Șase coarde sunt acordate ca o lăută bas. Alte șapte sau opt coarde mai lungi, acordate ca o harpă, se termină la un al doilea cap. 
Majoritatea interpreților la teorbă folosesc acordaj de lăută pe primul bloc de chei de acordare, care e conectat la gâtul cu taste, iar pe bașii din al doilea bloc de chei de acordare, care nu are taste, o gamă diatonică, în funcție de piesa pe care o interpretează.

## Teorba în artele vizuale
- Iosif Iser are o lucrare în acuarelă, guașă și tuș pe hârtie intitulată Odaliscă cu teorbă.[1]